# 宁多夫 (梅克伦堡-前波美拉尼亚州)
宁多夫（德語：Niendorf）是德国梅克伦堡-前波美拉尼亚州的一个旧市镇。总面积11.51平方公里，总人口284人，其中男性152人，女性132人（2011年12月31日），人口密度25人/平方公里。